# Solms-laubachia lanata
Solms-laubachia lanata là một loài thực vật có hoa trong họ Cải. Loài này được Botsch. miêu tả khoa học đầu tiên năm 1955.